# Herbert Leonhardt
Pour l’article homonyme, voir Herbert Léonard.
Herbert Leonhardt, né le 27 janvier 1925 et décédé le 6 juillet 1986, est un skieur nordique allemand.

## Biographie
Membre du club de ski Aufbau Klingenthal, il est champion d'Allemagne de l'est à six reprises : en ski de fond en 1949 et 1953, en combiné en 1949, 1953 et 1954, et en saut spécial en 1949. Aux Championnats du monde à Falun, en 1954, il participe avec l'équipe d'Allemagne de l'est au relais 4 × 10 km de ski de fond. Aux Jeux olympiques de Cortina d'Ampezzo en 1956, il termine 28e sur 35 lors de l'épreuve de combiné.

## Sources
- Sport-Komplett.de: Skilanglauf - DDR - Meisterschaften (le Seigneur) (consulté le 3. août 2012)
- Sport-Komplett.de Ski-Nordisch - Nordische Kombination - DDR - Meisterschaften (visité le 3. août 2012)
- Sport-Komplett.de: Skispringen DDR - Meisterschaften (visité le 3. août 2012)
- Vogtländischer Skiclub Klingenthal: Weltmeisterschafts - Participants aus Klingenthal (visité le 3. août 2012)